# Hataträsket
Hataträsket är en sjö i Kalix kommun och Luleå kommun i Norrbotten och ingår i Töreälvens huvudavrinningsområde. Sjön har en area på 0,325 kvadratkilometer och ligger 134 meter över havet.

## Delavrinningsområde
Hataträsket ingår i det delavrinningsområde (734562-179858) som SMHI kallar för Mynnar i Småträskån. Medelhöjden är 146 meter över havet och ytan är 11,85 kvadratkilometer. Det finns inga avrinningsområden uppströms utan avrinningsområdet är högsta punkten. Vattendraget som avvattnar avrinningsområdet har biflödesordning 3, vilket innebär att vattnet flödar genom totalt 3 vattendrag innan det når havet efter 34 kilometer. Avrinningsområdet består mestadels av skog (52 procent) och sankmarker (43 procent). Avrinningsområdet har 0,32 kvadratkilometer vattenytor vilket ger det en sjöprocent på 2,7 procent.